# Върхово при Жужемберку
Върхово при Жужемберку (на словенски: Vrhovo pri Žužemberku) е село в Словения, регион Югоизточна Словения, община Жужемберк. Според Националната статистическа служба на Република Словения през 2015 г. селото има 28 жители.